# 大胡托里
49°48′58″N 37°11′37″E / 49.81611°N 37.19361°E
大胡托里（烏克蘭語：Великі Хутори）是位於烏克蘭東部的村莊，由哈爾科夫州庫皮揚斯克區的舍夫琴科韦市镇負責管轄。該村分別距離古辛卡河2.5公里和大布爾盧克河3公里，始建於1669年，面積3.09平方公里，海拔高度157米，2001年人口792。